# Hoplophorella kulczynskii
Hoplophorella kulczynskii är en kvalsterart som beskrevs av Wojciech Niedbała 1981. Hoplophorella kulczynskii ingår i släktet Hoplophorella och familjen Phthiracaridae. Inga underarter finns listade i Catalogue of Life.